# St. Nikolaus (Osterath)

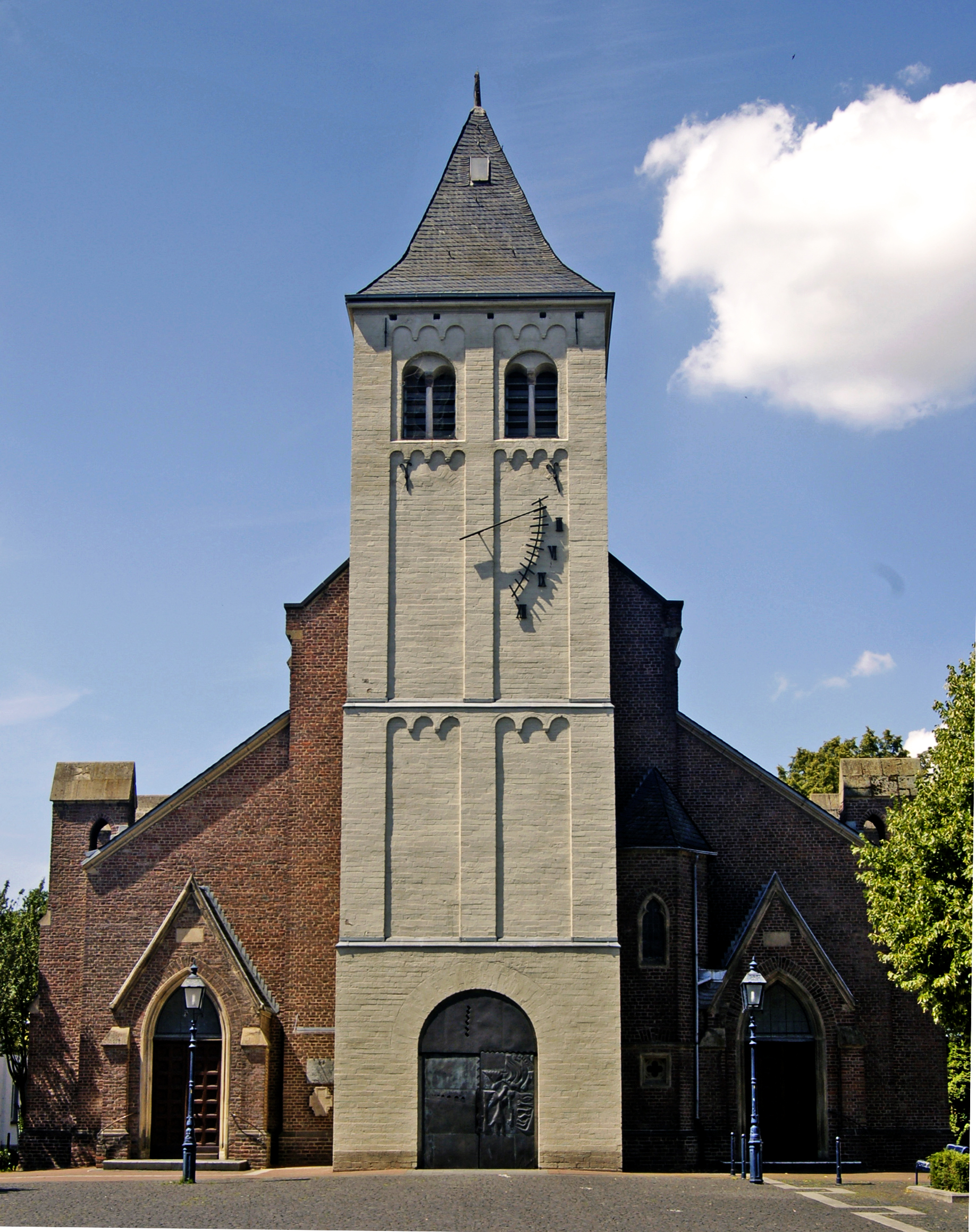
Der romanische Turm von St. Nikolaus

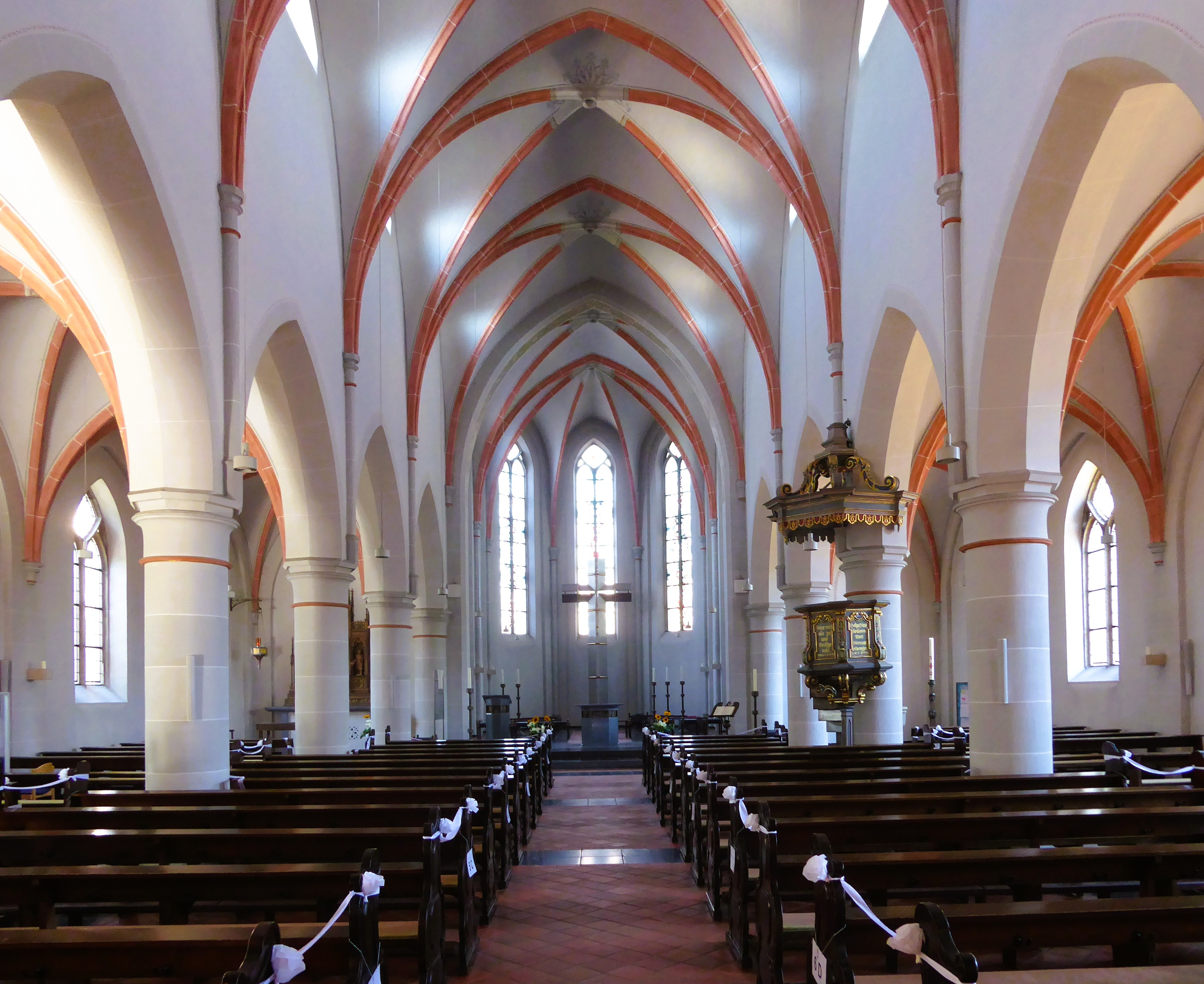
Langhaus Richtung Chor

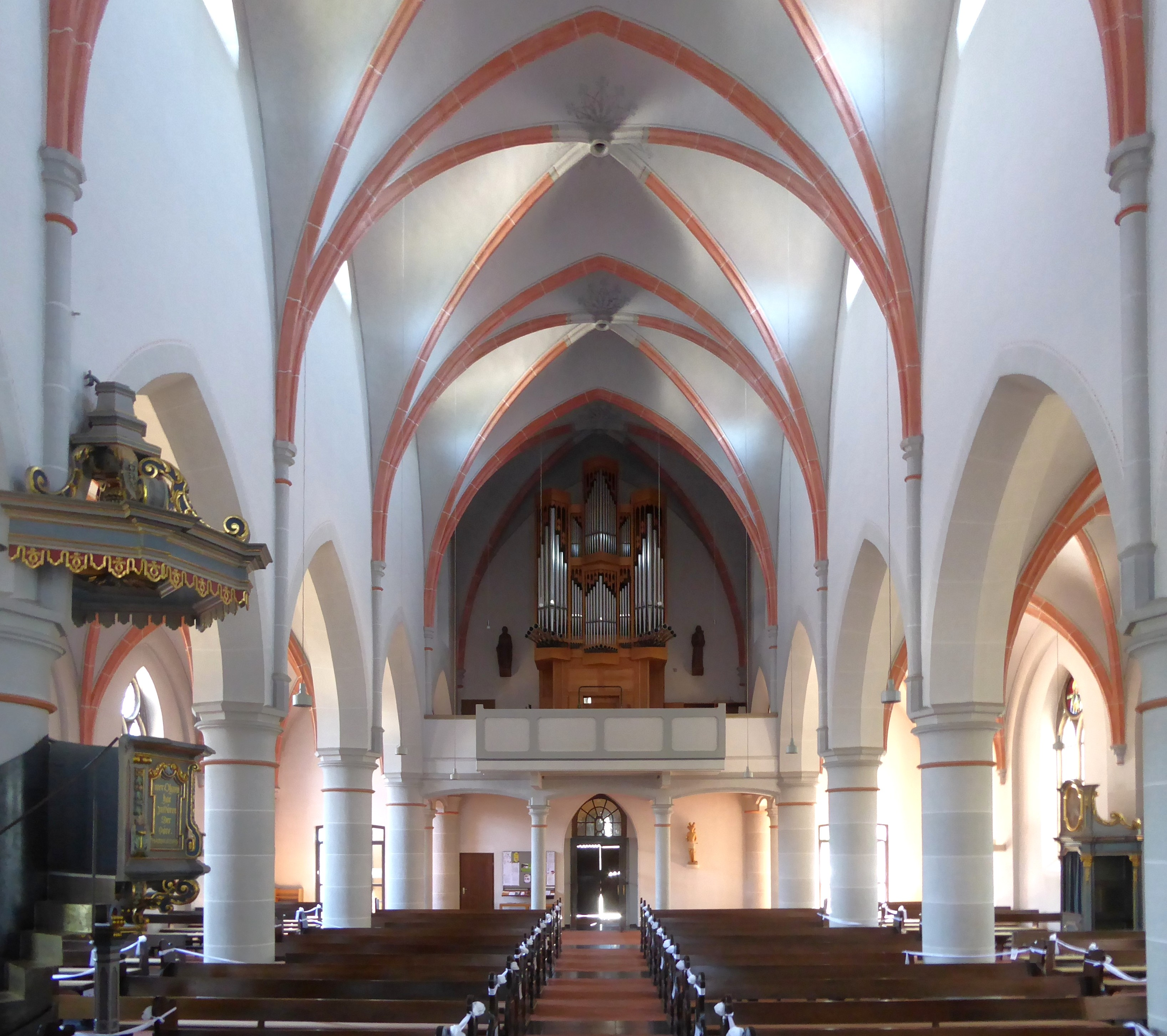
Blick zur Orgel

St. Nikolaus ist eine römisch-katholische Kirche in Osterath, einem Ortsteil der Stadt Meerbusch im Rhein-Kreis Neuss. Sie ist Filialkirche der Pfarrgemeinde Hildegundis von Meer.

## Geschichte
St. Nikolaus war ursprünglich Filialkirche von Willich und erhielt 1272 die teilweise Selbstständigkeit. Erst ab 1547 durften in Osterath alle Sakramente erteilt werden. In der Folgezeit war der Pfarrstatus immer wieder umstritten. Ab Mitte des 17. Jahrhunderts bestand die faktische Unabhängigkeit Osteraths, jedoch ohne förmliche Pfarrerhebung.
Ältester Teil der Kirche ist der romanische Kirchturm aus dem 12. Jahrhundert aus Tuff mit Blendbögen; er wurde 1538 um ein Geschoss erhöht. Im Zuge des Dreißigjährigen Krieges steckten 1642 hessische Truppen die Kirche in Brand, woraufhin das dreischiffige Langhaus 1660 wieder hergestellt war.
Wegen des Anwachsens der Gemeinde wurde von 1853 bis 1855 nach Plänen von Vincenz Statz eine dreischiffige neugotische Backsteinbasilika mit Kreuzrippengewölbe errichtet und 1856 vollendet. Der Turm aus dem 12. Jahrhundert wurde beibehalten, der jedoch durch den Abriss der alten Kirche heute ein Ostturm ist. Aus Platzmangel konnte die große neue Kirche nicht östlich des Turmes errichtet werden, sondern der Neubau erfolgte westlich von ihm. Das ursprüngliche Langhaus stand auf dem heutigen Kirchplatz.
Seit dem 1. Januar 2010 ist St. Nikolaus Filialkirche der neu errichteten römisch-katholischen Pfarrei Hildegundis von Meer. Die Pfarrei vereinigt die Gemeinden des ehemaligen Dekanats Meerbusch im Bistum Aachen.

## Ausstattung
Orgel
Die Kirche beherbergt eine Orgel von Fischer & Krämer  mit 30 Registern auf drei Manualen und Pedal. Sie wurde 1982 gebaut und hat eine mechanische Traktur.
| I Hauptwerk C– |           |       |
| 1.             | Bordun    | 16′   |
| 2.             | Prinzipal | 8′    |
| 3.             | Rohrflöte | 8′    |
| 4.             | Oktave    | 4′    |
| 5.             | Quinte    | 2 ⁄3′ |
| 6.             | Gemshorn  | 2′    |
| 7.             | Mixtur IV | 1 ⁄3′ |
| 8.             | Chamade   | 8′    |

| II Oberwerk C– |             |       |
| 9.             | Gamba       | 8′    |
| 10.            | Koppelflöte | 4′    |
| 11.            | Sesquialter | 2 ⁄3′ |
| 12.            | Prinzipal   | 2′    |
| 13.            | Trompete    | 8′    |
|                | Tremulant   |       |

| III Schwellwerk C– |             |        |
| 14.                | Bleigedackt | 8′     |
| 15.                | Salicional  | 8′     |
| 16.                | Unda maris  | 8′     |
| 17.                | Prinzipal   | 4′     |
| 18.                | Querflöte   | 4′     |
| 19.                | Nasard      | 2 ⁄3′  |
| 20.                | Flöte       | 2′     |
| 21.                | Terz        | 1 3⁄5′ |
| 22.                | Mixtur IV-V | 2′     |
| 23.                | Basson      | 16′    |
| 24.                | Hautbois    | 8′     |
|                    | Tremulant   |        |

| Pedal C– |             |     |
| 25.      | Untersatz   | 16′ |
| 26.      | Prinzipal   | 8′  |
| 27.      | Gemshorn    | 8′  |
| 28.      | Choralflöte | 4′  |
| 29.      | Posaune     | 16′ |
| 30.      | Trompete    | 8′  |

- Koppeln: III/II, III/I, II/I, I/P, II/P, III/P